# 云南红塔银行
云南红塔银行，原称玉溪市商业银行，是中国云南省的地方商业性银行，现为中国烟草总公司云南省公司非控股子公司，该行成立于2006年，2016年改为现名，注册地设于玉溪市，但运营管理中心位于昆明市盘龙区，主营银行业务。

## 歷史

### 城市信用社时期
玉溪市早期存在四家城市信用社——玉溪市州城城市信用合作社(1984年9月1日成立)、玉溪市新兴城市信用合作社( 1988年8月16日成立)、通海县城市信用合作社(1992年9月成立)，玉溪市银河城市信用合作社(1993年4月成立)
2001年7月16日，前三家城信社合并设立市级联社——玉溪市城市信用合作社。后一家也于2003年并入。

### 玉溪市商业银行时期
2006年5月26日，经中国银行业监督管理委员会批准，由红塔集团、玉溪市国有资产经营管理有限公司、玉溪市开发投资有限公司等玉溪市国企牵头在玉溪市城市信用社基础上进行增资扩股，发起设立玉溪市商业银行。至2008年有10家支行。
2007年，以玉溪市地标——红塔命名的银行卡“红塔卡”正式发行，延续至今。
2010年，设立昆明分行，是首家市外分行。
2016年3月1日，玉溪市商业银行进行了增资扩股，引入中烟集团旗下的云南合和集团，中烟云南分公司；代表云南省政府的云南省建设投资控股集团，以及代表昆明市的昆明产业开发投资有限公司等国企股东。中烟云南往后主导该行的运营，但本行仍保持无控制股东状态。

### 红塔银行时期
2016年6月25日，玉溪市商业银行正式更名为云南红塔银行。

## 重点业务区域

### 云南省
- 玉溪市
- 昆明市
- 文山州
- 红河州
- 大理州
- 西双版纳州
- 楚雄州
- 昭通市
- 曲靖市